# Grumman G-63
Die Grumman G-63 „Kitten“ und Grumman G-72 „Kitten II“ waren zwei Prototypen des US-amerikanischen Herstellers Grumman.

## Geschichte
Im Sommer 1943 begann Grumman Pläne für die Nachkriegszeit zu entwickeln. Das Unternehmen plante, in den zivilen Leichtflugzeugmarkt einzusteigen. Der erste Entwurf war die G-63 Kitten I, ein zweisitziger Ganzmetall-Eindecker. Die Maschine wurde von einem Lycoming O-290-A angetrieben und hatte ihren Jungfernflug am 18. März 1944. In einer frühen Phase der Erprobung erhielt die Kitten I eine vergrößerte Tragfläche und wurde danach als G-63A bezeichnet. Die Kitten ging nicht in Serie, da sich die Erwartungen an einen Aufschwung nach dem Zweiten Weltkrieg nicht erfüllten. Im Juni 1946 wurde sie zum zweiten Mal mit einem neuen Tragflügel („Ducted Wing“) ausgestattet, der den Auftrieb generell erhöhen sollte. Die Flugzeugbezeichnung wurde danach in G-81 geändert.
Am 4. Februar 1946 hatte die G-72 ihren Erstflug. Im Gegensatz zu ihrer Vorgängerin besaß sie ein einziehbares Bugfahrwerk, Platz für zwei bis drei Personen und ein Doppelleitwerk; dieses wurde jedoch nach wenigen Stunden Testflug wieder auf eine einzelne Finne zurückgebaut.
Die Entwicklung wurde im Jahr 1946 gestoppt und die einzige G-72 wurde bis in die 1960er Jahre für firmeninterne Transportaufgaben genutzt. Sie ist im Cradle of Aviation Museum auf Long Island, New York, ausgestellt.

## Versionen
G-63 Kitten I
Prototyp mit einziehbarem Spornradfahrwerk.
Nach Umbau im Juni 1946 als G-81 bezeichnet.
G-72 Kitten II
Prototyp mit einziehbarem Bugfahrwerk und Doppelleitwerk.

## Technische Daten
| Kenngröße             | Daten der Grumman G-63A Kitten I      |
| --------------------- | ------------------------------------- |
| Besatzung             | 1                                     |
| Passagiere            | 1                                     |
| Länge                 | 6,06 m                                |
| Spannweite            | 9,55 m                                |
| Höhe                  | 1,75 m                                |
| Flügelfläche          | 12,08 m²                              |
| Flügelstreckung       | 7,9                                   |
| Leermasse             | 581 kg                                |
| max. Startmasse       | 885 kg                                |
| Triebwerk             | ein Lycoming O-290 mit 125 PS (93 kW) |
| Höchstgeschwindigkeit | 256 km/h                              |
| Reisegeschwindigkeit  | 216 km/h                              |